# Зинченко, Александра Тимофеевна
Александра Тимофеевна Зинченко (Вовченко) (16 мая 1924 — 7 марта 2000) — передовик советского сельского хозяйства, Звеньевая колхоза «1-я пятилетка» Овидиопольского района Одесской области, Герой Социалистического Труда (1949).

## Биография
Родилась 16 мая 1924 году в городе Овидиополь Одесской области. 
С 1937 года начала свою трудовую деятельность. Работала в полевой бригаде колхоза «Первая пятилетка». в 1940 году, в шестнадцать лет, назначена звеньевой бригады. С началом Великой Отечественной войны оказалась на оккупированной территории. После освобождения вернулась к работе звеньевой бригады. 
В 1948 году её звено сумело получить 30,3 центнера пшеницы с гектара посевной площади на 20 гектарах пашни.   
Указом Президиума Верховного Совета СССР от 24 апреля 1949 года за получение высоких показателей в сельском хозяйстве и рекордные показатели в уборку урожая Александре Тимофеевне Вовченко (в замужестве - Зинченко) было присвоено звание Героя Социалистического Труда с вручением ордена Ленина и медали «Серп и Молот». 
С 1950 по 1967 годы трудилась в должности заведующей детским садом «Слава». В 1967 году вновь стала работать звеньевой в полеводстве. Являлась депутатом районного и сельского советов. Делегирована на III съезд колхозников СССР. 
Проживала в Овидиополе. Умерла 7 марта 2000 года. Похоронена на местном кладбище. 

## Награды
За трудовые успехи была удостоена:
- золотая звезда «Серп и Молот» (24.04.1949)
- орден Ленина (24.04.1949, 1973)
- Орден Октябрьской Революции (1971)
- Медаль Материнства II степени
- другие медали.